# Marktplein (Sint-Lievens-Houtem)

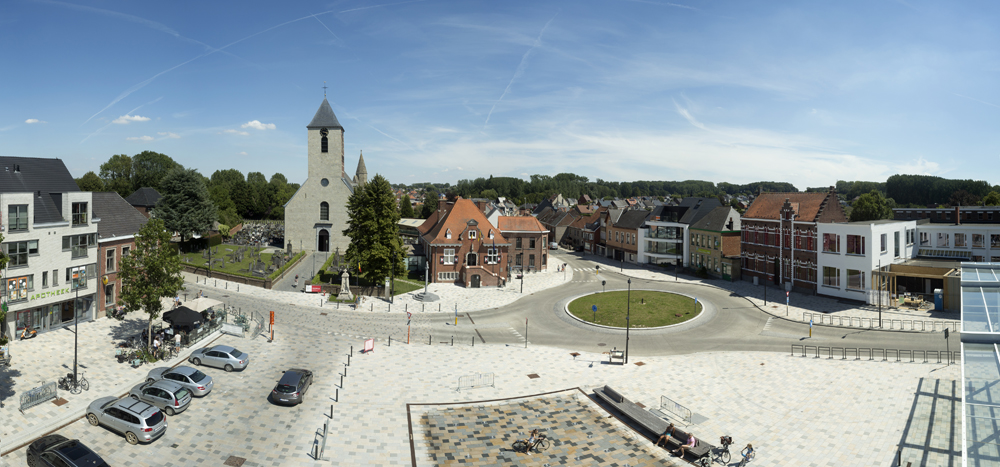

Het Marktplein is een plein in de Oost-Vlaamse gemeente Sint-Lievens-Houtem. Het is het op een na grootste marktplein van Vlaanderen. Het plein wordt omringd door de Sint-Michielskerk, het neorenaissance gemeentehuis gebouwd in 1953 naar het voorbeeld van het vroegere gemeentehuis uit de 17de eeuw en verscheidene gebouwen waaronder cafés, restaurants en winkels uit het einde van de 19de en het begin van de 20ste eeuw.
Eind 2016 liet de gemeente het marktplein heraanleggen, nadat het rioleringsproject er voltooid was. De immens grote overdekte markthal van ca. 2000 m² is een blikvanger op het vernieuwd marktplein en creëert een ontmoetingsplaats voor iedereen. Er worden tal van socio-culturele activiteiten en evenementen georganiseerd voor jong en oud. Bij de heraanleg van het marktplein werden de verkeerscirculatie en parkeergelegenheid beter georganiseerd en gestructureerd, waardoor de verkeersveiligheid aanzienlijk verhoogd werd. Er is deels parkeergelegenheid op het Marktplein en op wandelafstand is er een alternatieve parking voorzien ten noorden van de Hofkouter. Aan de noordzijde van het plein werd een promenade gerealiseerd. Deze promenade is vrij van gemotoriseerd verkeer en omvat de aanplant van hoogstambomen, terrassen, zitbanken en fietsenstallingen. Een waterspiegel met geïntegreerde fontein vormt ook een attractief element op het plein.
De wekelijkse markt vindt er plaats iedere zaterdag van 14u tot 17u en biedt een groot en divers assortiment van voedingswaren, modeartikelen, textiel, bloemen en planten.
Jaarlijks vindt er Houtem Jaarmarkt plaats op 11 en 12 november. Deze winterjaarmarkt is een omvangrijke vee- en paardenmarkt met internationaal karakter en unieke sfeer. Er worden paarden en koeien gekeurd en verkocht op de aloude manier, met de  'handenklap'. Verkoper en geïnteresseerde slaan elkaar bij het loven en bieden in de hand om een prijs overeen te komen. Dit gaat net zo lang door tot de betrokken partijen overeenstemming over de prijs hebben bereikt. Eens overeengekomen wordt de koop afgesloten met een handdruk. Omwille van de eeuwenoude geschiedenis en het volkse karakter werd dit evenement erkend als Vlaams immaterieel cultureel erfgoed en sinds 2010 ook als werelderfgoed door UNESCO.
De jaarlijkse zomerjaarmarkt gaat door in het laatste weekend van juni. Alhoewel er allerlei feestelijkheden, alsook een kermis en een paardenkeuring plaatsvinden, is de zomerjaarmarkt veel beperkter dan de winterjaarmarkt.